# Elisabetta Albertina di Anhalt-Bernburg
Elisabetta Albertina di Anhalt-Bernburg (Bernburg, 31 marzo 1693 – Arnstadt, 7 luglio 1774) fu una nobile dell'Anhalt-Bernburg e principessa del Schwarzburg-Sondershausen.

## Biografia
Era figlia di Carlo Federico di Anhalt-Bernburg, principe di Anhalt-Bernburg dal 1718 al 1721, e di Sofia Albertina di Solms-Sonnenwalde.
Venne data in sposa a Günther I di Schwarzburg-Sondershausen, figlio ed erede di Cristiano Guglielmo di Schwarzburg-Sondershausen, principe di Schwarzburg-Sondershausen. Il matrimonio, che sanciva l'unione tra le dinastie Ascanidi e Schwarzburg, venne celebrato a Bernburg il 2 ottobre 1712.
Nel 1721 il legame tra le due famiglie venne nuovamente rinsaldato con il matrimonio tra la sorella di Elisabetta, Carlotta Sofia di Anhalt-Bernburg, e il fratello di Günther Augusto di Schwarzburg-Sondershausen.
Con la morte del suocero, nel 1721, Elisabetta Albertina divenne principessa di Schwarzburg-Sondershausen, contessa di Hohnstein, signora di Sondershausen, Arnstadt e Leutenberg, titoli che mantenne fino alla morte del marito avvenuta il 28 novembre 1740 a Sondershausen.
L'unione fu però priva di figli e i domini di Günther XLIII passarono ai suoi fratelli: dapprima a Enrico e, alla sua morte senza eredi, ad Augusto di Schwarzburg-Sondershausen e ai suoi discendenti.

## Ascendenza
|                                          |                                       |                                                 | Genitori                                  |  |  | Nonni |  |  | Bisnonni                        |  |  | Trisnonni                      |  |
|                                          |                                       |                                                 |                                           |  |  |       |  |  | Cristiano II di Anhalt-Bernburg |  |  | Cristiano I di Anhalt-Bernburg |  |
|                                          |                                       |                                                 |                                           |  |  |       |  |  | Cristiano II di Anhalt-Bernburg |  |  | Cristiano I di Anhalt-Bernburg |  |
|                                          |                                       | Anna di Bentheim-Tecklenburg                    |                                           |  |  |       |  |  | Cristiano II di Anhalt-Bernburg |  |  |                                |  |
| Vittorio Amedeo di Anhalt-Bernburg       |                                       |                                                 |                                           |  |  |       |  |  | Cristiano II di Anhalt-Bernburg |  |  |                                |  |
|                                          |                                       | Eleonora Sofia di Schleswig-Holstein-Sonderburg | Giovanni di Schleswig-Holstein-Sonderburg |  |  |       |  |  |                                 |  |  |                                |  |
|                                          |                                       | Eleonora Sofia di Schleswig-Holstein-Sonderburg | Giovanni di Schleswig-Holstein-Sonderburg |  |  |       |  |  |                                 |  |  |                                |  |
|                                          |                                       | Eleonora Sofia di Schleswig-Holstein-Sonderburg | Agnese Edvige di Anhalt                   |  |  |       |  |  |                                 |  |  |                                |  |
| Carlo Federico di Anhalt-Bernburg        |                                       | Eleonora Sofia di Schleswig-Holstein-Sonderburg |                                           |  |  |       |  |  |                                 |  |  |                                |  |
|                                          |                                       | Federico del Palatinato-Zweibrücken-Veldenz     | Giovanni II del Palatinato-Zweibrücken    |  |  |       |  |  |                                 |  |  |                                |  |
|                                          |                                       | Federico del Palatinato-Zweibrücken-Veldenz     | Giovanni II del Palatinato-Zweibrücken    |  |  |       |  |  |                                 |  |  |                                |  |
|                                          |                                       | Federico del Palatinato-Zweibrücken-Veldenz     | Luisa Giuliana del Palatinato             |  |  |       |  |  |                                 |  |  |                                |  |
| Elisabetta del Palatinato-Zweibrücken    |                                       | Federico del Palatinato-Zweibrücken-Veldenz     |                                           |  |  |       |  |  |                                 |  |  |                                |  |
|                                          |                                       | Anna Giuliana di Nassau-Dillenburg              | Guglielmo Luigi di Nassau-Saarbrücken     |  |  |       |  |  |                                 |  |  |                                |  |
|                                          |                                       | Anna Giuliana di Nassau-Dillenburg              | Guglielmo Luigi di Nassau-Saarbrücken     |  |  |       |  |  |                                 |  |  |                                |  |
|                                          |                                       | Anna Giuliana di Nassau-Dillenburg              | Anna Amalia di Baden-Durlach              |  |  |       |  |  |                                 |  |  |                                |  |
| Elisabetta Albertina di Anhalt-Bernburg  |                                       | Anna Giuliana di Nassau-Dillenburg              |                                           |  |  |       |  |  |                                 |  |  |                                |  |
|                                          | Enrico Guglielmo di Solms-Sonnenwalde | Giorgio Federico I di Solms-Sonnenwalde         |                                           |  |  |       |  |  |                                 |  |  |                                |  |
|                                          | Enrico Guglielmo di Solms-Sonnenwalde | Giorgio Federico I di Solms-Sonnenwalde         |                                           |  |  |       |  |  |                                 |  |  |                                |  |
|                                          | Enrico Guglielmo di Solms-Sonnenwalde | Anna Sofia di Anhalt-Bernburg                   |                                           |  |  |       |  |  |                                 |  |  |                                |  |
| Giorgio Federico II di Solms-Sonnenwalde | Enrico Guglielmo di Solms-Sonnenwalde |                                                 |                                           |  |  |       |  |  |                                 |  |  |                                |  |
|                                          |                                       | Maria Maddalena di Oettingen-Oettingen          | Ludovico Eberardo di Oettingen-Oettingen  |  |  |       |  |  |                                 |  |  |                                |  |
|                                          |                                       | Maria Maddalena di Oettingen-Oettingen          | Ludovico Eberardo di Oettingen-Oettingen  |  |  |       |  |  |                                 |  |  |                                |  |
|                                          |                                       | Maria Maddalena di Oettingen-Oettingen          | Margherita di Oettingen-Oettingen         |  |  |       |  |  |                                 |  |  |                                |  |
| Sofia Albertina di Solms-Sonnenwalde     |                                       | Maria Maddalena di Oettingen-Oettingen          |                                           |  |  |       |  |  |                                 |  |  |                                |  |
|                                          |                                       | Cristiano II di Anhalt-Bernburg                 | Cristiano I di Anhalt-Bernburg            |  |  |       |  |  |                                 |  |  |                                |  |
|                                          |                                       | Cristiano II di Anhalt-Bernburg                 | Cristiano I di Anhalt-Bernburg            |  |  |       |  |  |                                 |  |  |                                |  |
|                                          |                                       | Cristiano II di Anhalt-Bernburg                 | Anna di Bentheim-Tecklenburg              |  |  |       |  |  |                                 |  |  |                                |  |
| Anna Sofia di Anhalt-Bernburg            |                                       | Cristiano II di Anhalt-Bernburg                 |                                           |  |  |       |  |  |                                 |  |  |                                |  |
|                                          |                                       | Eleonora Sofia di Schleswig-Holstein-Sonderburg | Giovanni di Schleswig-Holstein-Sonderburg |  |  |       |  |  |                                 |  |  |                                |  |
|                                          |                                       | Eleonora Sofia di Schleswig-Holstein-Sonderburg | Giovanni di Schleswig-Holstein-Sonderburg |  |  |       |  |  |                                 |  |  |                                |  |
|                                          |                                       | Eleonora Sofia di Schleswig-Holstein-Sonderburg | Agnese Edvige di Anhalt                   |  |  |       |  |  |                                 |  |  |                                |  |
|                                          |                                       | Eleonora Sofia di Schleswig-Holstein-Sonderburg |                                           |  |  |       |  |  |                                 |  |  |                                |  |